# Am Markt 14 (Osterwieck)

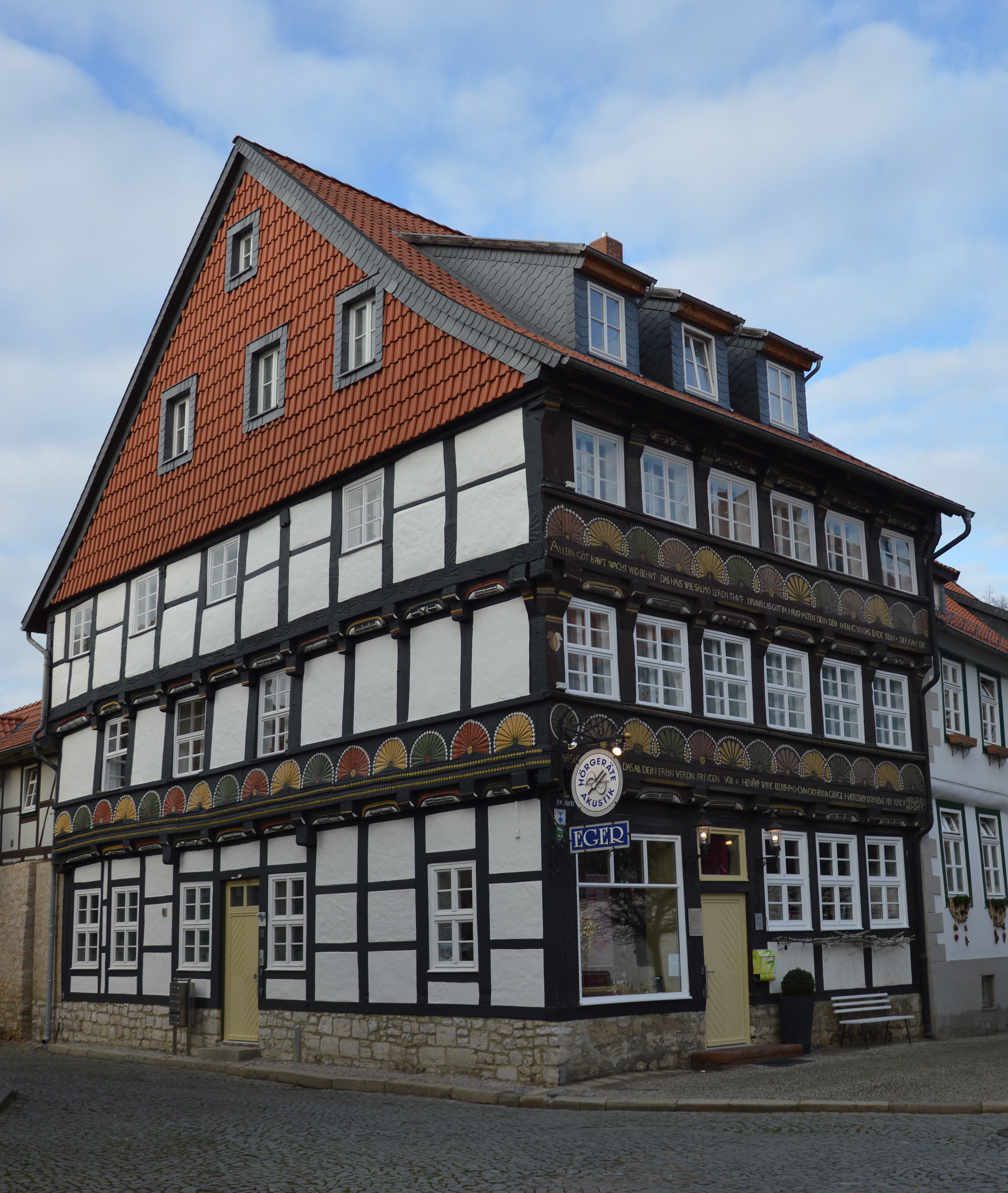
Am Markt 14

Das Haus Am Markt 14 ist ein denkmalgeschütztes Gebäude in Osterwieck in Sachsen-Anhalt.

## Lage
Es befindet sich auf der Westseite des Marktplatzes der Stadt, nördlich der Einmündung der Schindergasse auf dem Markt.

## Architektur und Geschichte
Das dreigeschossige Fachwerkhaus wurde im Jahr 1570 errichtet. Auf den Brüstungsbohlen befinden sich dicht beieinander angeordnete Fächerrosetten. An den zum Markt ausgerichteten Stockschwellen ist auf gesamter Breite eine Inschrift zu lesen.
Im örtlichen Denkmalverzeichnis ist das Gebäude unter der Erfassungsnummer 094 02462  als Baudenkmal eingetragen.